# Leendert Huisman
Leendert Huisman (Den Haag, 30 oktober 1918-1996) was een Nederlands civiel ingenieur, hoogleraar aan de Technische Hogeschool te Delft in de vakgroep waterbeheer, milieu- en gezondheidstechniek. Hij was decaan van de faculteit Civiele Techniek van 1974 tot 1976, en rector-magnificus van de Technische Hogeschool van 1976 tot 1978.

## Levensloop
Na de studie civiele techniek aan de Technische Hogeschool Delft, begon Huisman na de oorlog bij Gemeentewaterleidingen Amsterdam, het gemeentelijke waterleidingbedrijf. Hij ontwierp en bouwde aan een inname- en voorzuiveringswerken in Jutphaas en aan nieuwe infiltratiewinnings- en zuiveringswerken voor Leiduin te Vogelenzang. Deze werken werden met buisleiding verbonden met de waterzuivering in de duinen van Velsen en Castricum. 
In 1964 werd hij als hoogleraar aangesteld aan de Technische Hogeschool te Delft in de vakgroep waterbeheer, milieu- en gezondheidstechniek. Hij was decaan van de faculteit Civiele Techniek van 1974 tot 1976, en rector-magnificus van de Technische Hogeschool van 1976 tot 1978.
Huisman ontving de Van Marle-prijs van de Nederlandse waterleidingbedrijven, en een eredoctoraat van de Universität für Bodenkultur Wien. Bij zijn afscheid in 1984 wijdde het tijdschrift H twee O : tijdschrift voor watervoorziening en afvalwaterbehandeling een speciaal themanummer aan zijn werk.

## Publicaties, een selectie
- Huisman, Leendert. Groundwater recovery. London, Macmillan, 1972.
- Huisman, Leendert, and W. E. Wood. Slow sand filtration. Vol. 16. Geneva: World Health Organization, 1974.
- L. Huisman en E.H. Hofkes (red.) Small community water supplies : technology of small water supply systems in developing countries. Rijswijk : IRC, 1981.
- L. Huisman, T. N. Olsthoorn. Artificial groundwater recharge, Boston : Pitman Advanced Pub. Program, 1983.